# Serologiczne odczyny kiłowe
Serologiczne odczyny kiłowe - szereg badań serologicznych wykorzystywanych w diagnostyce laboratoryjnej kiły, choroby zakaźnej przenoszonej drogą płciową.
W wyniku zakażenia bakterią - krętkiem bladym (łac. Treponema pallidum) – dochodzi do powstania przeciwciał skierowanych przeciw antygenom tej bakterii (antygenowi wielocukrowemu, antygenom białkowym, czy też antygenom lipidowym np. kardiolipinie). Przeciwciała te można podzielić na dwa typy:
- nieswoiste, skierowane przeciwko lipidowym składnikom bakterii, tzw. przeciwciała reaginowe;
- przeciwciała swoiste przeciw antygenom wielocukrowym i białkowym Treponema pallidum.

Pierwszy typ reakcji powstaje również w przebiegu innych zakażeń krętkami, fałszywie dodatni może być też w wielu innych chorobach, zwłaszcza autoimmunologicznych (np. zespół antyfosfolipidowy).
Wykonywane w praktyce testy nieswoiste (reaginowe) to:
- odczyn Wassermanna;
- testy kłaczkujące (flokulacyjne);
  - VDRL - mikroskopowy test kłaczkowania (z ang. veneral disease research laboratory);
  - USR - makroskopowy test kłaczkowania z nieogrzewaną surowicą (z ang. unheated serum reagin).

Natomiast najczęstszymi testami swoistymi z antygenami krętków są:
- FTA-ABS - test immunofluoroscencji krętków w modyfikacji absorpcyjnej (z ang. fluoroscent treponemal antibody absorbent test) - IgM FTA-ABS;
- TPHA - test hemaglutynacji (z ang. Treponema pallidum hemagglutination assay);
- TPI  - test Nelsona, stosowany w diagnostyce kiły II- i III-rzędowej, wykrywane są przeciwciała (immobilizyny) skierowane przeciw antygenom wielocukrowym, które pojawiają się ok. 50 dni po zakażeniu.

Zastosowanie powyższych testów ma 3 główne implikacje kliniczne:
1. badania przesiewowe (VDRL lub USR);
2. ilościowa ocena miana przeciwciał reaginowych do oszacowania aktywności choroby lub monitorowanie odpowiedzi na leczenie (VDRL);
3. potwierdzenie rozpoznania kiły u chorych z dodatnim wynikiem testu reaginowego, u którego występują bądź nie pojawiają się typowe objawy choroby (FTA-ABS lub TPHA).

Przeczytaj ostrzeżenie dotyczące informacji medycznych i pokrewnych zamieszczonych w Wikipedii.